# Detchant
Detchant är en ort i civil parish Middleton, i grevskapet Northumberland i England. Orten är belägen 13 km från Wooler. Detchant var en civil parish 1866–1955 när det uppgick i Middleton. Civil parish hade 79 invånare år 1951.